# Il bogatyr di neve
Il bogatyr di neve è un'opera per bambini in un atto e due scene di Cezar' Antonovič Kjui. 

## Storia della composizione
L'opera fu composta del 1905. Il libretto fu scritto da Marina Stanislavovna Polʹ, una maestra di scuola a cui l'opera è dedicata, utilizzando fiabe popolari russe. Kjui concepì questo lavoro ed altri simili per essere eseguiti e guardati da bambini. L'opera fu messa in scena per la prima volta il 15 (27) maggio 1906 a Jalta, dagli allievi di Marina Pol', che accompagnò al pianoforte. Nel 1953 l'opera venne ripubblicata in Unione Sovietica con un libretto cambiato, dal quale erano stati eliminati tutti i riferimenti alla Russia imperiale.

## Trama
L'azione ha luogo in un regno fiabesco in un tempo indefinito.

### Scena prima
In un cortile le principesse cigno stanno cantando e danzando. Mentre giocano a palle di neve, colpiscono inavvertitamente negli occhi la loro madre, la zarina, che irritata esprime il desiderio non solo di avere un figlio maschio, ma anche che una tormenta porti via le undici figlie disobbedienti. Improvvisamente allora una tempesta porta via le undici principesse, ma appare il figlio desiderato, il bogatyr di neve, che promette di ritrovare le sue sorelle.

### Scena seconda
Le principesse sono tenute prigioniere in una capanna nella foresta che sta su zampe di gallina. Dopo tre tentativi, il bogatyr di neve finalmente sconfigge un drago a tre teste, e salva le sue sorelle, che si uniscono in un gioioso girotondo, mentre il fratello le esorta a tornare a casa.